# Episkopí, Limassol
Episkopí är en ort i Cypern.   Den ligger i distriktet Eparchía Lemesoú, i den södra delen av landet, 70 km sydväst om huvudstaden Nicosia. Episkopí ligger 73 meter över havet och antalet invånare är 3 681. Den ligger på ön Cypern.
Terrängen runt Episkopí är platt åt sydost, men åt nordväst är den kuperad. Havet är nära Episkopí åt sydväst.Trakten runt Episkopí är ganska tätbefolkad, med 248 invånare per kvadratkilometer. Närmaste större samhälle är Limassol, 12,5 km öster om Episkopí. Trakten runt Episkopí består till största delen av jordbruksmark.
Klimatet i området är subalpint. Årsmedeltemperaturen i trakten är 21 °C. Den varmaste månaden är augusti, då medeltemperaturen är 32 °C, och den kallaste är februari, med 9 °C. Genomsnittlig årsnederbörd är 572 millimeter. Den regnigaste månaden är januari, med i genomsnitt 123 mm nederbörd, och den torraste är augusti, med 2 mm nederbörd.